# Вревский, Александр Борисович
Барон Алекса́ндр Бори́сович Вре́вский (1834—1910) — генерал от инфантерии русской императорской армии, член Военного Совета Российской империи.

## Биография
Его отец, барон Борис Александрович Вревский после выхода в отставку 7 ноября 1827 года переехал на постоянное жительство в своё имение Голубово. В 1831 году (7 июля) состоялось его бракосочетание с Евпраксией Николаевной Вульф, которая была близким другом Александра Сергеевича Пушкина; ей поэт посвятил несколько своих стихотворений. В Голубово 31 мая (12 июня) 1834 года родился их сын Александр и был в тот же день крещён в храме во имя Св. Николая Чудотворца Вревского погоста.
А. Б. Вревский был выпускником школы гвардейских подпрапорщиков и кавалерийских юнкеров; с 13 августа 1852 служил в лейб-гвардии Кирсанском Е. И. В. полку, а 25 августа 1854 поступил в Николаевскую академию Генерального штаба, окончив курс 6 декабря 1856.
8 декабря 1856 года он был определён на службу в департамент Генерального Штаба, а 30 октября 1858 года  произведён в капитаны Генерального Штаба; в 1861—1864 годах «состоял в распоряжении военного министра и генерал-квартирмейстера» а также был обер-квартирмейстером 2-го резервного корпуса. С 20 августа 1864 по 28 апреля 1867 год состоял для особых поручений и научных занятий при Главном управлении Генерального Штаба. С 3 мая 1867 по 30 августа 1875 года являлся чиновником VII класса в Главном Штабе. С 1876 по 1884 год занимал должность начальника штаба 7-го армейского корпуса; с 25 июля 1884 по 28 октября 1889 года был начальником штаба Одесского военного округа.
С 28 октября 1889 по 1898 год А. Б. Вревский являлся Туркестанским генерал-губернатором и командующим войсками Туркестанского военного округа. При Вревском в Туркестане произошло ухудшение отношений властей с мусульманским духовенством, так как он потребовал при чтении намаза произнесения «молитвы за царя».
17 марта 1898 года произведён в генералы от инфантерии и в том же году, 17 августа назначен членом Военного Совета.
В 1891 году перед лицом активных попыток британского проникновения, А. Б. Вревский предпринял ряд мер, направленных на то, чтобы предотвратить превращение Памира в антироссийский плацдарм и «восстановить права России» на эту область.
Был уволен от службы «согласно прошению» 3 января 1906 года.
Умер 9 ноября 1910 года в городе Ментона (Приморские Альпы, Франция). Был похоронен в России, на погосте Врев (в отдельном склепе, на самом высоком месте городища Врев).
По наследству от отца владел сельцом Голубово Островского уезда Псковской губернии; от него же, по купчей, утверждённой 18 марта 1885 года, получил во владение село Покровское с деревнями Малоархангельского уезда Орловской губернии. По наследству от матери, совместно с братом, бароном Степаном Борисовичем Вревским, владел до 29 апреля 1893 года сельцом Малинники и сельцом Нивы Старицкого уезда Тверской губернии. Впоследствии, сельцо Нивы, по купчей крепости от наследников своего брата, Александр Борисович Вревский приобрёл 23 декабря 1909 года в единоличное владение.

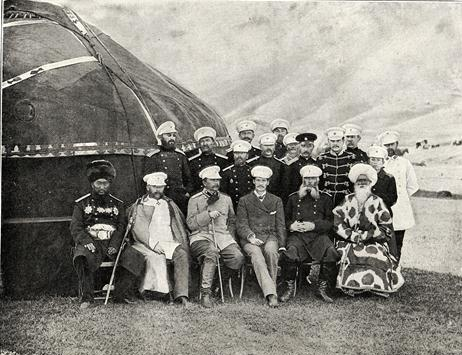
Генерал-лейтенант Вревский (первый ряд второй слева) и его штаб: генерал Корольков (справа от Вревского), рядом с ним британский майор Элиот, между Корольковым и Элиотом во втором ряду — Генерального Штаба подполковник Галкин, крайние в первом ряду — бухарские чиновники. В третьем ряду крайний справа — военный врач Казанский.

### Награды
российские
- орден Св. Станислава 1-й степени (30 августа 1878)
- орденСв. Анны 1 степени (30 августа 1881)
- орден Белого Орла (30 августа 1888)
- орден Св. Александра Невского (14 мая 1896)
- орден Св. Владимира 1-й ст. (13 августа 1902)

иностранные
...

## Семья
Жена (с 8 февраля 1857 года) — Анастасия Матвеевна Спасская (10.02.1839— 26.10.1919), крестница и воспитанница генерал-адъютанта М. Е. Храповицкого и его второй жены. Дети:
- Павел (10.06.1858[11]—1917), крещен 22 июня 1858 года в Пантелеимоновской церкви при восприемстве Н. А. Бутурлина и вдовы А. С. Вревской; Плоцкий и Варшавский вице-губернатор.
- Матвей (15.11.1860[12]—1884)
- Антонина (26.03.1866)
- Борис (09.05.1868)

### Память
Именем А. Б. Вревского были названы:
- Вревский — посёлок в Ташкентской области, ныне пгт Алмазар;
  - в нём железнодорожная станция Вревская на линии Ташкент — Хаваст.
- Вревское — село в пригороде Чимкента, позже переименовано в Панфилово, ныне село Акбулак Ордабасинского района Южно-Казахстанской области.
- ледник на северных склонах Гиндукуша (по другим данным, на южных склонах Памира), откуда берет начало Аму-Дарья (или Вахандарья), — «ледник барона Вревского»; в дальнейшем, слово «барона» было исключено из название.
- Улица Вревская (нынешняя улица Окбилол)   в Мирабадском районе г. Ташкента.